# 竹田村 (鳥取県東伯郡1953年)
竹田村（たけだそん）は、鳥取県東伯郡にあった村。現在の東伯郡三朝町の一部にあたる。

## 地理
天神川とその支流・加茂川の流域に位置していた。

## 歴史
- 1889年（明治22年）10月1日、町村制の施行により、河村郡西竹田村、東竹田村、源村が発足[3]。
- 1896年（明治29年）4月1日、上記3村は郡の統合により東伯郡に所属。
- 1911年（明治44年）1月1日、上記3村が合併して竹田村が発足[1][2]。合併旧村から継承した下西谷、上西谷、福本、福山、穴鴨、加谷、木地山、大谷、下畑、田代の10大字を編成[2]。
- 1934年（昭和9年）大洪水で役場・産業組合が流出し、農地に大きな被害が発生した[2]。
- 1953年（昭和28年）11月1日、東伯郡三朝村、三徳村、小鹿村、旭村と合併し、町制施行し三朝町を新設して廃止[1][2]。合併後、三朝町大字下西谷・上西谷・福本・福山・穴鴨・加谷・木地山・大谷・下畑・田代となる[2]。

## 産業
- 農業、畜産[2]
- 産物：米、和牛（竹田牛）[2]

## 交通

### 乗合バス
- 1922年（大正11年）穴鴨線運行開始[2]
- 1950年（昭和25年）木地山線運行開始[2]

## 教育
- 1907年（明治40年）穴鴨尋常小学校に高等科併設[2]。1917年（大正6年）実業補習学校併設[2]。1941年（昭和16年）穴鴨国民学校となり、1947年（昭和22年）竹田小学校に改称[2]。